# Josef Turnwald
Josef Wilhelm Turnwald (* 18. August 1845 in Podersam; † 24. März 1929 in Reichenberg) war deutscher Politiker und Schriftsteller.

## Leben
Turnwald wurde 1845 in Podersam als Sohn des Magistratsrats Johann Turnwald und dessen Ehefrau Barbara Killian geboren. Er studierte Rechtswissenschaft an der Karls-Universität in Prag und war ab 1868 am Gericht in Friedland, später in Böhmisch Leipa tätig. Nach der Herausgabe der Sprachenverordnung 1880 verließ er den Staatsdienst. Seit 1882 lebte er in Reichenberg, wo er als Anwalt selbstständig war. 1885 wurde er in den Stadtrat gewählt und gehörte diesem bis 1892 an. Als unabhängiger Kandidat wurde er 1911 mit der Unterstützung der Deutschen Fortschrittspartei und der Deutschen Volkspartei Abgeordneter im böhmischen Landtag. Neben seiner politischen Tätigkeit war Turnwald als Schriftsteller aktiv. 
Turnwald war mit Klothillde Klinger (von Klingerstorff) verheiratet, einer Tochter des Textil-Fabrikanten Ignatz Klinger aus Neustadtl (Neustadt an der Tafelfichte)